# Václav Klement
Václav Klement (16. říjen 1868 Velvary – 13. srpen 1938 Mladá Boleslav ) byl český knihkupec a později podnikatel, zakladatel automobilky Laurin & Klement v Mladé Boleslavi.

## Život

### Mládí
Narodil se jako prvorozený syn čeledína Josefa Klementa (1843-1920) z Velvar a jeho ženy Anny, roz. Stříbrné (1841-1881). 
Mladší bratr Vojtěch se narodil v roce 1872 (zemřel v osmnácti letech na srdeční slabost).
Když bylo Václavu Klementovi dvanáct let, zemřela jeho matka na souchotiny; otec se jen pár dní po její smrti znovu oženil.
Václav Klement se v roce 1894 oženil v Byšicích s Antonií, roz. Jakšovou (1874-1935), kupeckou dcerou z Bezna u Mladé Boleslavi. Více než čtyřicetileté manželství skončilo úmrtím Antonie Klementové v listopadu 1935.

### Slavia
Roku 1894 si koupil Klement jako technický nadšenec jízdní kolo značky Germania od drážďanské firmy Seidl & Naumann. Kolo se mu však brzo po zakoupení porouchalo, proto Klement napsal firemní pobočce do Ústí nad Labem dopis s žádostí o opravu. Firma mu na jeho český dopis odpověděla velmi stručně v tom smyslu, že požaduje-li odpověď, musí zákazník používat „pro nás srozumitelný jazyk“ (tj. němčinu). Tato odpověď Klementa natolik rozčilila, že se následně rozhodl společně s Václavem Laurinem začít vyrábět vlastní jízdní kola pod vlasteneckou značkou Slavia.

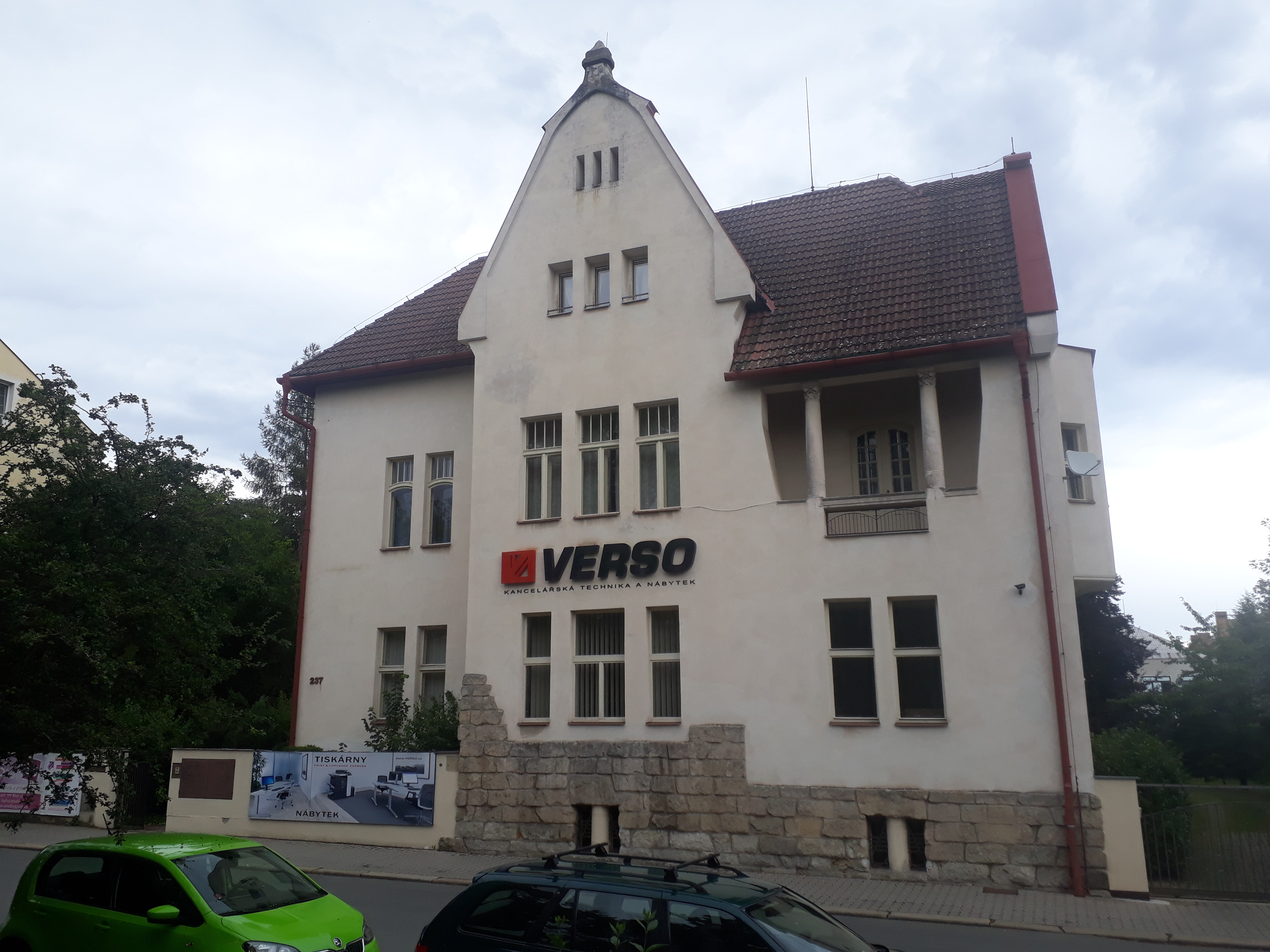
Vila Václava Klementa z roku 1908 v Husově ulici v Mladé Boleslavi

### Laurin a Klement
Tak byla založena v Mladé Boleslavi firma Laurin & Klement. Díky úspěšnému prodeji jízdních kol společnost od roku 1899 začala vyrábět motocykly a protože i jejich prodej stoupal, přišla roku 1905 s výrobou automobilů. Jedním z prvních motocyklových a automobilových závodníků za značku Laurin & Klement byl i Klementův přítel hrabě Saša Kolowrat.
Roku 1908 si Klement nechal postavit secesní sídelní vilu v Husově ulici u parku Výstaviště.

### Škoda
V roce 1925 došlo ke spojení automobilky se Škodovými závody v Plzni, mladoboleslavský závod se stal jedním z řadových výrobních závodů Škody a roku 1930 přeměněn na samostatnou Akciovou společnost pro automobilový průmysl; Václav Klement působil jako generální rada bez přímých výkonných pravomocí.

### Úmrtí

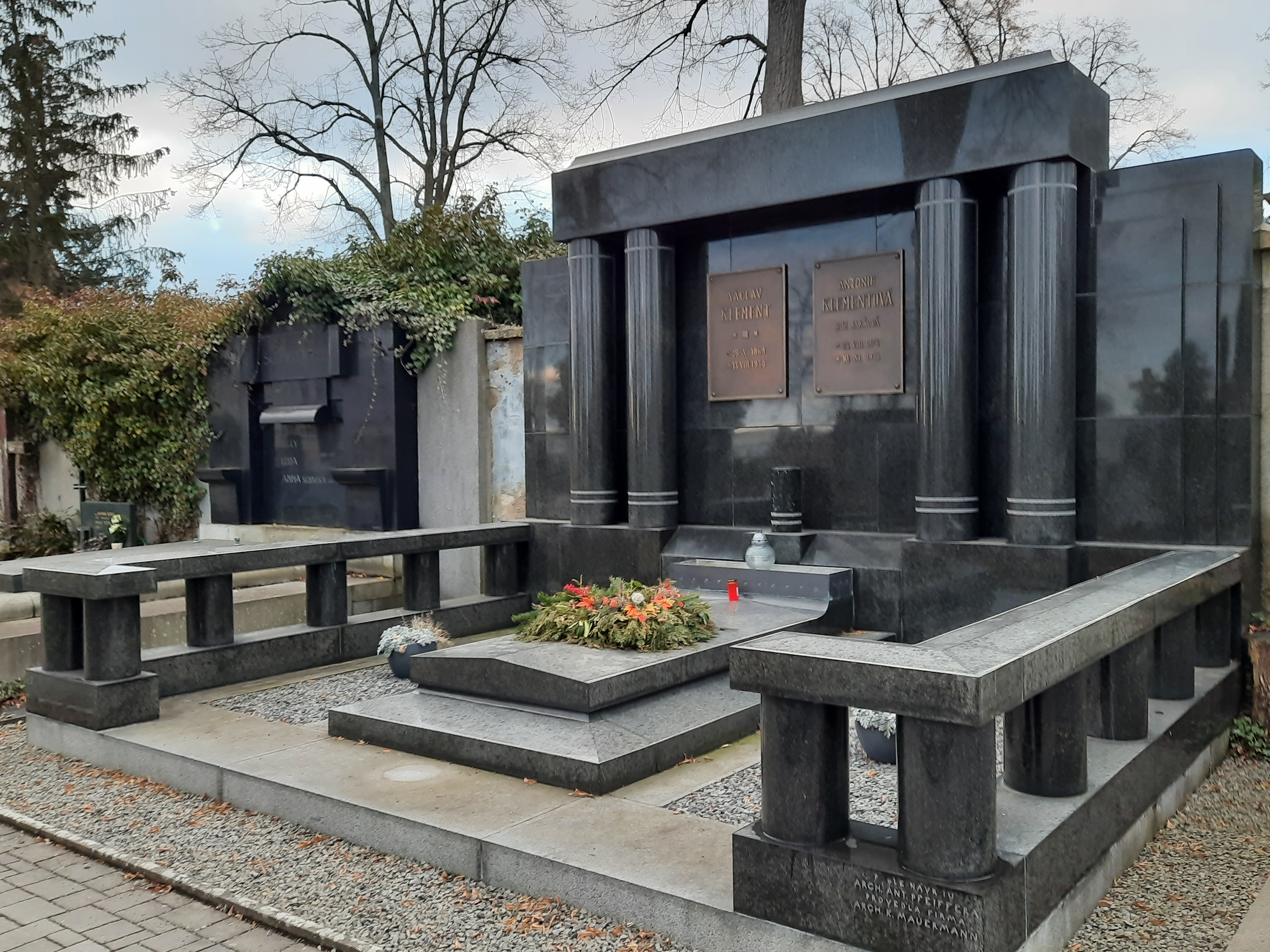
Hrobka rodiny Václava Klementa na Starém hřbitově v Mladé Boleslavi

Václav Klement zemřel 13. srpna 1938 v Mladé Boleslavi a byl pohřben na zdejším Starém hřbitově. Autorem návrhu hrobky byl architekt Antonín Pffeifer, mj. autor Paláce Koruna na pražském Václavském náměstí.